# Karavan-saraj
Karavan-saraj (perz. کاروانسرای) je cestovno svratište za prihvaćanje i smještaj karavana, često i lokalno trgovačko središte odnosno vojno uporište. Povijesno su nicali uz puteve surovih nenaseljenih krajeva zbog opasnosti od divljači i pljačkaša, a primarna funkcija bila im je osiguranje odmora i prenoćišta za putnike odnosno životinje zbog čega su obično bili udaljeni dan hoda. Osim naziva karavan-saraj koji je perzijskog podrijetla, istovjetan tip odmorišta poznat je i kao saraj u Indiji, funduk u Arapskom svijetu ili han na prostoru bivšeg Osmanskog Carstva. Najstariji izvor u kojem se spominju karavan-saraji su bilješke grčkog povjesničara Herodota iz 5. stoljeća pr. Kr. koji u svom djelu Povijest (V. 52. – 53.) opisuje 2500 km dugačku perzijsku Kraljevsku cestu i njene stanice odnosno odmorišta. Razvojem Svilenog puta karavan-saraji se grade diljem jugozapadne, južne i središnje Azije, dolaskom islama šire se i na sjevernu Afriku, a posredstvom Osmanskog Carstva javljaju se i diljem jugoistočne Europe pa tako i u Hrvatskoj. Jedan od takvih primjera je Han Jusufa Maškovića u pakoštanskoj Vrani, izgrađen u 17. stoljeću. Karavan-saraji su najčešće pravokutnog tlocrtnog oblika, imaju samo jedan ulaz i opasani su zidinama uz koje se protežu jednoetažne prostorije, a u središtu se nalazi veliko unutrašnje dvorište ili trg. Unutrašnjim pročeljima još od starog vijeka dominiraju lukovi, svodovi i ajvani, isprva karakteristični za iransku, kasnije i islamsku arhitekturu općenito.

## Poveznice
- Karavana
- Kraljevska cesta
- Svileni put

## Vanjske poveznice
- Benkovačka baština: Han Jusufa Maškovića, osmanlijski karavan-saraj u Vrani

Ostali projekti
|  | Zajednički poslužitelj ima stranicu o temi Karavan-saraj    |
|  | Zajednički poslužitelj ima još gradiva o temi Karavan-saraj |